# Episodi de I Campbell (quarta stagione)
La quarta stagione della serie televisiva I Campbell è stata trasmessa in anteprima in Canada dalla CTV Television Network.
| nº | Titolo originale             | Titolo italiano | Prima TV Canada | Prima TV Italia |
| -- | ---------------------------- | --------------- | --------------- | --------------- |
| 1  | Becky                        |                 |                 |                 |
| 2  | See No Evil                  |                 |                 |                 |
| 3  | The Shiners                  |                 |                 |                 |
| 4  | Many Happy Returns           |                 |                 |                 |
| 5  | The Sky Is the Limit         |                 |                 |                 |
| 6  | A Medal for Valour           |                 |                 |                 |
| 7  | The Elusive Mr. Smith        |                 |                 |                 |
| 8  | The Hunting Party            |                 |                 |                 |
| 9  | Souls of Like Mind           |                 |                 |                 |
| 10 | A Man of Means               |                 |                 |                 |
| 11 | The Miller's Son             |                 |                 |                 |
| 12 | Down to the Sea              |                 |                 |                 |
| 13 | Duty Bound                   |                 |                 |                 |
| 14 | Anniversary Waltz            |                 |                 |                 |
| 15 | Disguises                    |                 |                 |                 |
| 16 | The Fine Art of Horsetrading |                 |                 |                 |
| 17 | Boys' Brigade                |                 |                 |                 |
| 18 | Ancient Wounds               |                 |                 |                 |
| 19 | From Chimborazo to Canton    |                 |                 |                 |
| 20 | Flying the Coop              |                 |                 |                 |
| 21 | Bringing Up Thomas           |                 |                 |                 |
| 22 | Tales of the Canadas         |                 |                 |                 |